# 界南新河
界南新河是安徽省西北部谷河左岸的一条人工河道，于1958年开辟。界南新河北起界首市颍河南岸，向南流入临泉县境，于县城城关镇以东注入泉河，此段称“界临河”；界南新河于临泉东部杨桥镇出泉河南流过老集镇后折向东南，于土陂乡东南出临泉县进入阜南县，经赵集镇、县城鹿城镇，在苗寺村以东注入谷河，此段称为“界南河”。全长98.9公里（包括泉河段），流域面积675平方公里。界临河主要作用为沟通界首至临泉的航运，并引颍河水调节泉河水量。界南河主要作用是引泉河水发展灌溉及航运，并可分泄泉河洪水经谷河至淮河。沿岸地区经济以农业为主。